# Риц, Сезар
Сезар Риц (фр. César Ritz; 23 февраля 1850 — 24 октября 1918) — деятель гостиничного бизнеса, швейцарец по происхождению. Основал фешенебельные отели «Риц» в Париже и в Лондоне. Его прозвищем было «король отельеров и отельер королей».

## Биография
Сезар Риц родился в горной деревне Нидервальд в семье фермера. Он начал свою карьеру в отеле «Le Splendide» в качестве метрдотеля в ресторане «Chez Voisin», который был закрыт в 1870 вследствие франко-прусской войны. Развернулся в полную мощь в Баден-Бадене. C 1888 года работал в партнёрстве с Огюстом Эскофье, прозванным «королём поваров и поваром королей».
Сезар Риц (César Ritz) родился 23 февраля 1850 года в деревне Нидервальд (Niеderwald) в кантоне Вале. Кстати, интересное совпадение: там же появился на свет знаменитый швейцарский повар Антон Мозиманн, также сделавший блестящую международную карьеру. Ребенком Сезар пас отцовских коз, а потом поступил учеником в гостиницу неподалёку от городка Бриг. 
В детстве Сезар Риц говорил только на швейцарском диалекте немецкого языка, а затем выучил французский, что впоследствии ему очень пригодилось. Поначалу профессия давалась ему с трудом. «У тебя никогда не получится. Чтобы преуспеть в гостиничном бизнесе, нужно особое чутьё, а у тебя его нет», — заявил подростку его начальник, увольняя его с работы.
Такое напутствие отнюдь не обескуражило 17-летнего юношу, который сам честно признавал, что у него «много амбиций и очень мало денег». Приехав в Париж, он начал работать вначале в отеле, затем официантом в ресторане Le Voisin, самом знаменитом заведении своего времени, завсегдатаями которого были сплошь аристократы и влиятельные люди из мира финансов и политики. 
Он отличался прекрасной памятью и охотно искал возможности угодить вкусам клиентов, будь то в еде, винах и музыке. Как сказал ему однажды принц Уэльский Эдуард VII: «Риц, ты лучше знаешь, что мне нравится. Просто организуй ужин на мой вкус».
Впоследствии Сезар Риц вернулся в родную Швейцарию, чтобы стать главным менеджером горных отелей сети Rigi Kulm, а затем и возглавить отель Grand Hotel National Luzern, из окон которого открывается прекрасный вид на Люцернское озеро. Здесь его таланты управляющего, вкус и внимание к мельчайшим деталям оказались более чем востребованными.
Летом Сезар Риц управлял этими гостиницами, а зимой пользовался свободным временем для того, чтобы повнимательнее присмотреться к высшему европейскому обществу. После, когда он уже управлял также гостиницами в Ницце, Сан-Ремо и Монте-Карло, этот опыт ему очень пригодился. Именно он открыл талантливого французского шеф-повара Огюста Эскофье (Auguste Escoffier), который теперь считается одним из отцов-основателей современной французской кухни. 
В 1880 году Сезар Риц попросил его взять на себя управление кухнями нового «Гранд-отеля» в Монте-Карло, а в 1887 году на паях открыли ресторан в модном немецком курорте Баден-Баден. Затем они почти 10 лет провели в Лондоне, где их отели «Савой» и «Карлтон» стали обязательными адресами для всех богатых и знаменитых.
Кульминацией его карьеры можно считать 1898 год, когда на Вандомской площади в Париже открылся первый по-настоящему роскошный отель под брендом Ritz. За ним последовало открытие такой же гостиницы в Лондоне в 1905 году, а еще через год — в Мадриде. Сезар Риц стал автором знаменитой фразы «Клиент всегда прав» (хотя в точности его слова звучали как: «Клиент никогда не ошибается»).
А еще он сформулировал правило, которое является сегодня обязательным для любого работника гостиничной отрасли: «Видеть все, не глядя, слышать все, не прислушиваясь, быть внимательным без подхалимства, все предусматривать, но без самонадеянности. Если гость жалуется на блюдо или вино, немедленно и без вопросов замените его». По-настоящему инновационной стала его стратегия, которая заключалась в том, чтобы готовить блюда, которые нравились бы конкретно женщинам.

## Смерть
Раньше аристократки редко обедали на публике, но в эпоху модерна нарядно одетых женщин за столами роскошных гостиниц становилось все больше и больше. И им нужно было предложить по-настоящему дамское меню. Кстати, выбирая, как расположить люстры в своих ресторанах, он усаживал за столики свою жену, на которой были надеты все ее украшения, и смотрел, под каким освещением ее бриллианты наилучшим образом блестят и переливаются.
Несмотря на свой, казалось бы, огромный успех в жизни и на множество поклонников, король гостиничного бизнеса страдал от клинической депрессии. Если верить записям его супруги-француженки Мари-Луизы, то под конец жизни Сезар Риц постоянно задавался вопросом: «А что я сделал?». И ответ, который он давал сам себе, был малоутешительным: «Да ничего». В 1902 году он пережил нервный срыв и последние 15 лет своей жизни почти не работал.
Умер Сезар Риц в возрасте 68 лет, 26 октября 1918 года в клинике на берегу Люцернского озера Люцерн. Буквально через несколько недель после его кончины завершилась Первая мировая война, поэтому появилась возможность похоронить Сезара Рица там, где он пережил самые яркие моменты своей карьеры, то есть в Париже. Потом, правда, его останки перезахоронили в его родной деревне Нидервальд, где потом был проложен специальный туристический маршрут, посвящённый его жизни.